# جداافتاده
جداافتاده فیلمی به کارگردانی و نویسندگی داوود موثقی محصول سال ۱۳۸۳ است.

## داستان
دختری روستایی برای آن‌که تن به ازدواجی ناخواسته ندهد، به تهران می‌آید، اما هوسبازی‌های مردها باعث می‌شود تعادل روحی‌اش را از دست بدهد…

## بازیگران
| بازیگر         | نقش           |
| -------------- | ------------- |
| سام درخشانی    | شهرام کی مرام |
| فقیهه سلطانی   | هما           |
| مهدی امینی‌خواه | امیر          |
| شراره درشتی    | خانم مکرم     |
| امرالله صابری  |               |
| حسن رضیانی     |               |